# Sátorhely, Baranya
Sátorhely este un sat în districtul Mohács, județul Baranya, Ungaria, având o populație de 657 de locuitori (2011). 

## Demografie
Componența etnică a satului Sátorhely
     Maghiari (94,29%)
     Germani (4,37%)
     Necunoscut (0,5%)
     Croați (0,84%)
     Alții (0,5%)
Componența confesională a satului Sátorhely
     Romano-catolici (56,32%)
     Fără religie (6,54%)
     Reformați (4,41%)
     Necunoscută (31,51%)
     Alte religii (1,22%)
Conform recensământului din 2011, satul Sátorhely avea 657 de locuitori. Din punct de vedere etnic, majoritatea locuitorilor (94,29%) erau maghiari, cu o minoritate de germani (4,37%). Apartenența etnică nu este cunoscută în cazul a 0,5% din locuitori.  Din punct de vedere confesional, majoritatea locuitorilor (56,32%) erau romano-catolici, existând și minorități de persoane fără religie (6,54%) și reformați (4,41%). Pentru 31,51% din locuitori nu este cunoscută apartenența confesională.